# Antonio Capellani
Antonio Capellani (Venezia, 1730 – 1793 ?) è stato un incisore italiano.

## Biografia
Antonio Capellani (o anche Capellan), nato nel 1730 circa, a Venezia apprese le tecniche dell'incisione e lavorò nella calcografia di Joseph Wagner (Thalendorf 1706–Venezia 1786), che allora era frequentata da acquafortisti veneti illustri, come Giovanni Volpato, Giovanni Battista Piranesi e Cristoforo Dall'Acqua.
Lavorò anche a Roma, dove incise numerose lastre. Secondo le richieste del mercato del tempo, si dedicò alla riproduzione mediante incisione di famosi dipinti.
Illustrò con ritratti di artisti una edizione delle Vite di Giorgio Vasari, pubblicata a Roma dall'editore Bottarini nel 1760.

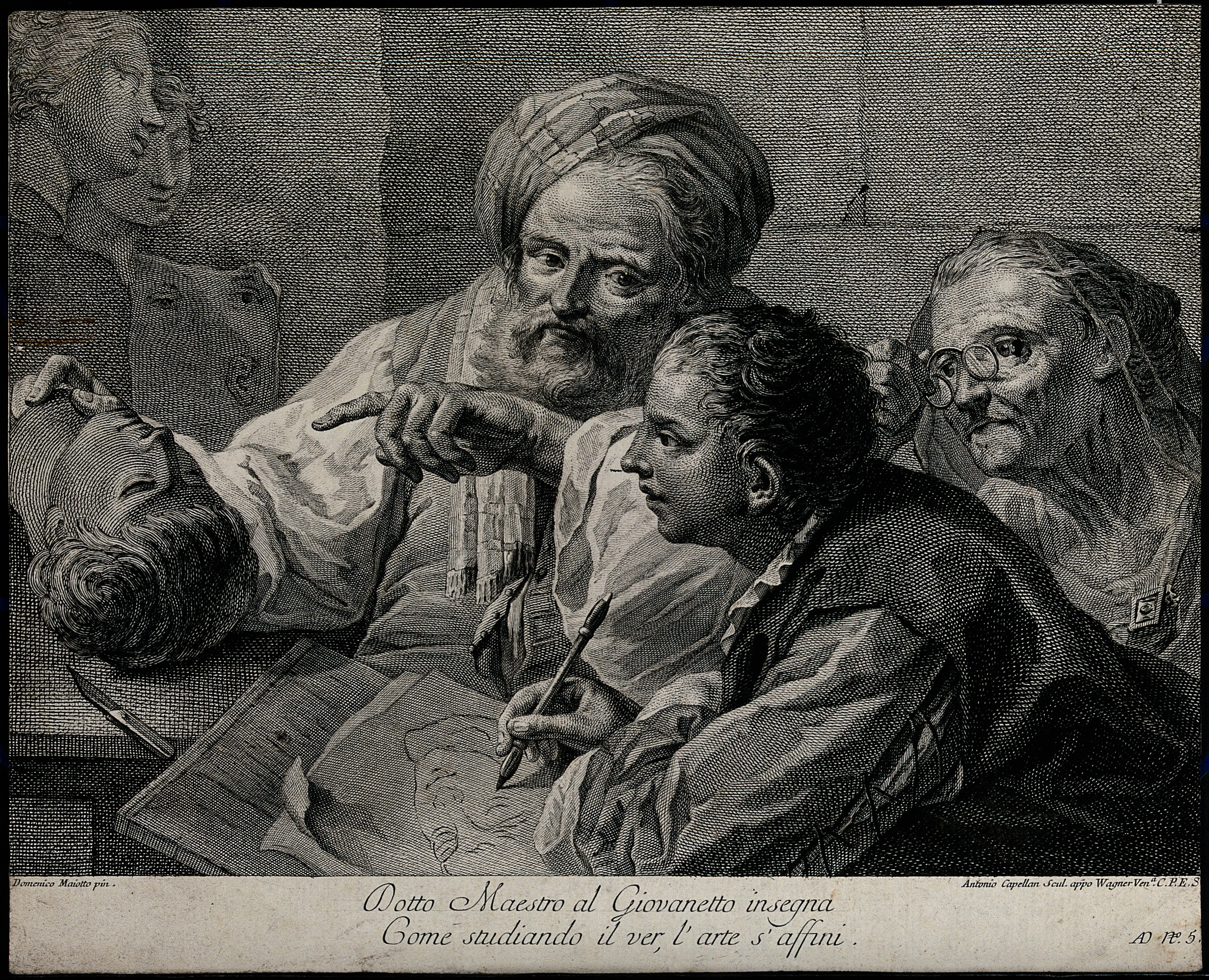
Antonio Capellani
Lezione di disegno
incisione tratta da un dipinto di Domenico Maggiotto

## Opere principali
- Ritratto di Michelangelo Buonarroti
- Lezione di disegno, da Domenico Maggiotto
- Apollo e Daphne, da Domenico Maggiotto
- Adamo ed Eva cacciati da Paradiso, da Domenico Maggiotto
- La creazione di Eva, da Michelangelo
- Sposalizio mistico di Santa Caterina, da Correggio
- Veduta del portico di Villa Albani, da Giovanni Paolo Panini
- Riposo nella fuga in Egitto (1772), da Federico Barocci